# Harlosh
Harlosh est une île du Royaume-Uni située en Écosse.